# Чуликов, Улубий Сулейманович
Улубий Сулейманович Чуликов (чечен. ЧIульги Сулиман воӀ Уьльби; 10 февраля 1829, Чулик-Юрт, Чечня — 1889, Чулик-Юрт, Чечня) 
— российский гвардейский офицер, активный участник Кавказской войны. Один из первых чеченских офицеров на русской службе. Воевал на стороне Российской империи.

## Биография
Улубий Чуликов родился 10 февраля 1829 года в семье царского офицера Сулеймана Чуликова (1811—1879). Внук основателя сел. Знаменское (чечен. Чӏулга-Юрт) Чулика Сайкаева.
В 1845 году поступил на службу в лейб-гвардии Кавказский конно-горский полуэскадрон. Получил множество орденов, медалей и землю 400 десятин, в вечное и потомственное владение.